# Vijaigarh
Vijaigarh es un pueblo y nagar Panchayat situado en el distrito de Aligarh en el estado de Uttar Pradesh (India). Su población es de 7124 habitantes (2011). 

## Demografía
Según el  censo de 2001 la población de Vijaigarh era de 5921 habitantes, de los cuales el 53% eran hombres y el 47% eran mujeres. Vijaigarh tiene una tasa media de alfabetización del 57%, inferior a la media nacional del 59,5%: la alfabetización masculina es del 66%, y la alfabetización femenina del 47%.